# Gaultheria caespitosa
Gaultheria caespitosa är en ljungväxtart som beskrevs av Eduard Friedrich Poeppig och Endl. Gaultheria caespitosa ingår i släktet Gaultheria och familjen ljungväxter. Inga underarter finns listade i Catalogue of Life.